# Crypthelia lacunosa
Crypthelia lacunosa is een hydroïdpoliep uit de familie Stylasteridae. De poliep komt uit het geslacht Crypthelia. Crypthelia lacunosa werd in 1986 voor het eerst wetenschappelijk beschreven door Cairns. 